# Sternenweiher
Der Sternenweiher, auch Sternensee, ist ein Stauweiher in der Gemeinde Richterswil im Kanton Zürich in der Schweiz.
Er liegt nordöstlich von Samstagern und entwässert über den Mülibach in den Zürichsee. Sein Zufluss heisst gemäss Landeskarte Miesbach.
Der Seidenfabrikant Rudolf Zinggeler-Syfrig erhielt 1873 die Nutzungsrechte des Mülibaches für den Antrieb der Maschinen in seiner Seidenzwirnerei Zinggeler AG. Oberhalb Richterswil entstand durch Aufstauung des Mülibaches der Sternenweiher. Eine zwei Kilometer lange Druckleitung führte das Wasser bis zum Zürichsee hinunter, wo es in Zinggelers Fabrik eine Wasserturbine antrieb. Zur Belustigung und als Symbol der Industrialisierung liess der Fabrikant ab 1875 an Festtagen wie dem 1. August das Wasser durch eine Düse emporsteigen: Ein Springbrunnen mit einer Höhe von 80 bis 85 Meter entstand. Diese Fontäne galt lange als die höchste des Kontinents. 1972 wurde die Kraftanlage ausser Betrieb gesetzt und damit auch die Fontäne.
Der vom 2003 gegründeten Verein Gesellschaft historischer Springbrunnen Richterswil restaurierte Springbrunnen wurde 2007 wieder in Betrieb genommen. Er spritzt heute bis 101 Meter hoch.
Der Weiher und ein kleines Stück Ufer, insgesamt 3,48 Hektar, wurden vom Kanton unter Naturschutz gestellt. Der Weiher ist Heimat mit seiner Uferbepflanzung ist Heimat von Vögeln und wichtiges Laichgebiet von Amphibien.